# Бриджтон (переписна місцевість, Мен)
Бриджтон (англ. Bridgton) — переписна місцевість (CDP) в США, в окрузі Камберленд штату Мен. Населення — 2118 осіб (2020).

## Географія
Бриджтон розташований за координатами 44°4′35″ пн. ш. 70°42′56″ зх. д. / 44.07639° пн. ш. 70.71556° зх. д. (44.076461, -70.715454).  За даними Бюро перепису населення США в 2010 році переписна місцевість мала площу 24,62 км², з яких 19,11 км² — суходіл та 5,52 км² — водойми.

## Демографія
Згідно з переписом 2010 року, у переписній місцевості мешкала 2071 особа в 917 домогосподарствах у складі 518 родин. Густота населення становила 84 особи/км².  Було 1429 помешкань (58/км²).
Расовий склад населення:
| - 96,1 % — білих - 1,4 % — чорних або афроамериканців - 0,3 % — корінних американців - 0,1 % — азіатів |

До двох чи більше рас належало 1,7 %. Частка іспаномовних становила 1,3 % від усіх жителів.
За віковим діапазоном населення розподілялося таким чином: 17,8 % — особи молодші 18 років, 62,9 % — особи у віці 18—64 років, 19,3 % — особи у віці 65 років та старші. Медіана віку мешканця становила 46,2 року. На 100 осіб жіночої статі у переписній місцевості припадало 105,7 чоловіків;  на 100 жінок у віці від 18 років та старших — 100,1 чоловіків також старших 18 років.
Середній дохід на одне домашнє господарство  становив 53 195 доларів США (медіана — 32 250), а середній дохід на одну сім'ю — 72 913 долари (медіана — 54 631). Медіана доходів становила 30 060 доларів для чоловіків та 27 813 долари для жінок. За межею бідності перебувало 24,8 % осіб, у тому числі 40,9 % дітей у віці до 18 років та 14,9 % осіб у віці 65 років та старших.
Цивільне працевлаштоване населення становило 1063 особи. Основні галузі зайнятості: освіта, охорона здоров'я та соціальна допомога — 24,8 %, роздрібна торгівля — 22,1 %, мистецтво, розваги та відпочинок — 19,3 %, фінанси, страхування та нерухомість — 17,1 %.